# Semmel (Magdeburg)

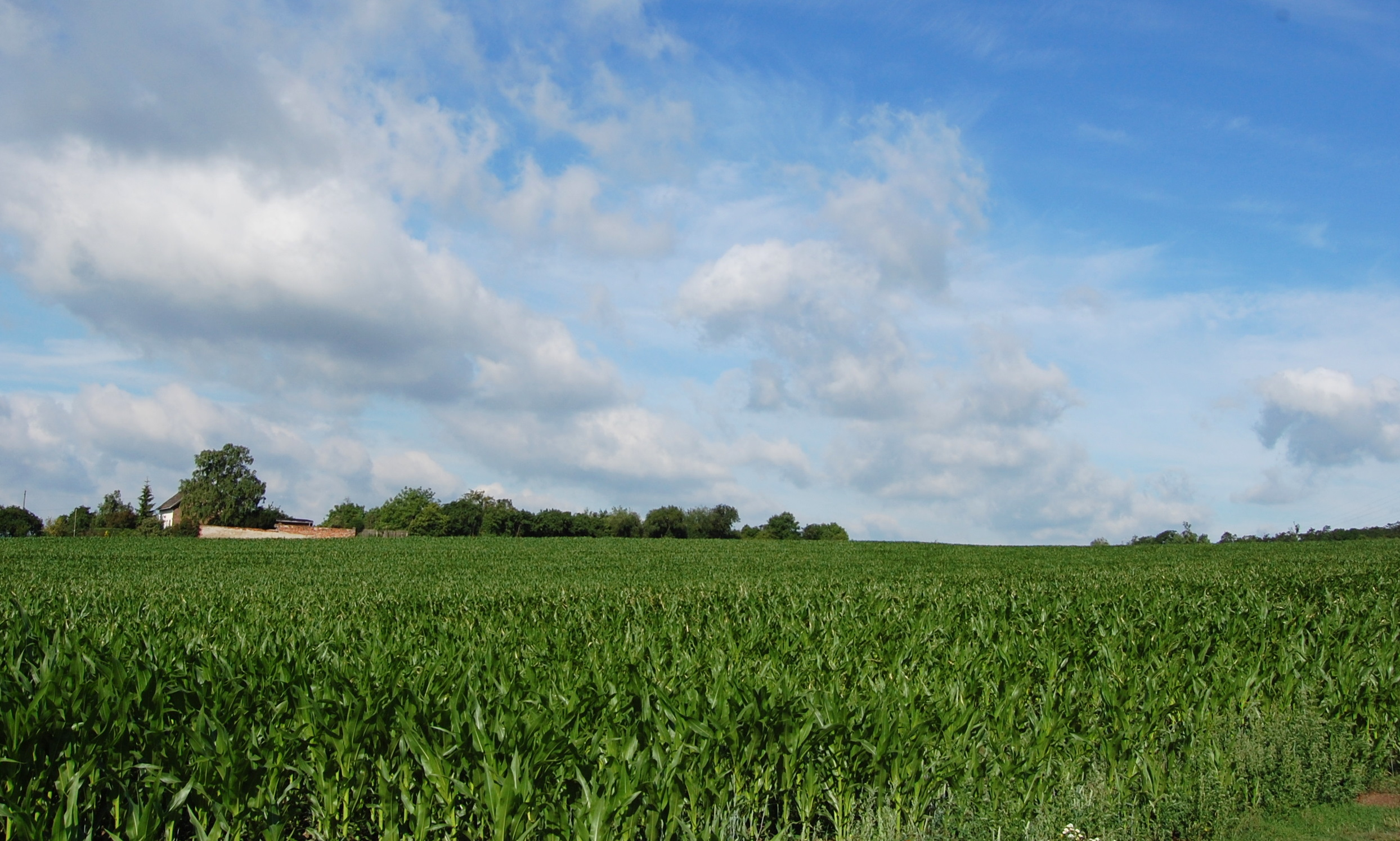
Die Semmel, Blick von der Sohlener Straße

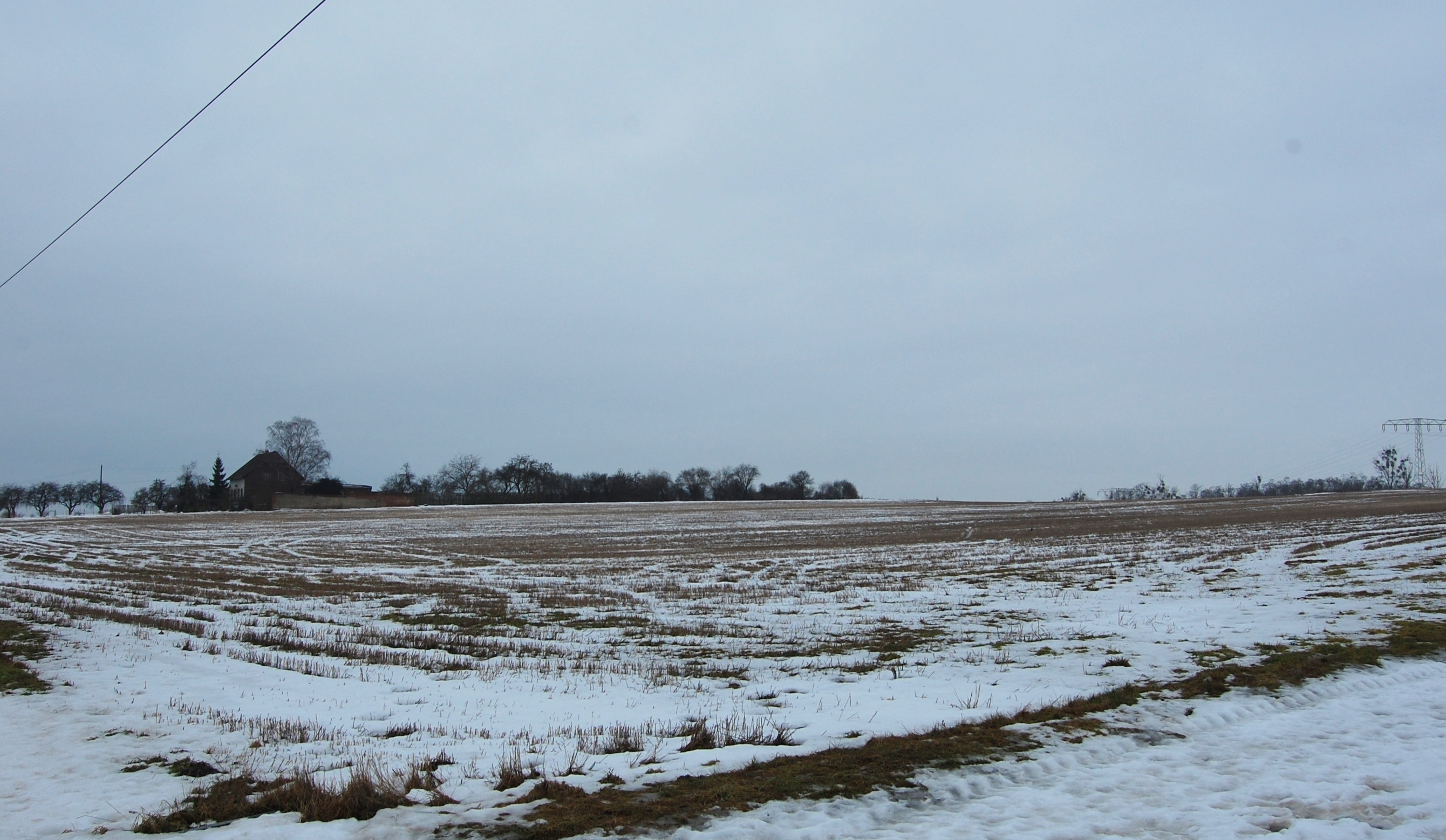
Flurstück Semmel, Januar 2011

Die Semmel ist ein landwirtschaftlich genutzter Bereich der Feldmark westlich des heute zur Stadt Magdeburg gehörenden Stadtteils Westerhüsen.
Obwohl historisch zur Gemarkung von Westerhüsen gehörend, ist der Bereich heute dem Stadtteil Salbke zugeordnet. Die Semmel befindet sich nördlich der Westerhüsen mit Beyendorf-Sohlen verbindenden Straße, westlich des hiervon abzweigenden Wegs zu den Sohlener Bergen. Westlich wird das Flurstück vom einzeln stehenden Gebäude einer ehemaligen Ziegelei und der dahinter befindlichen ehemaligen Tongrube begrenzt. Nordwestlich erhebt sich der Hügel Großer Riesenberg.
Die Bedeutung des ungewöhnlichen Flurnamens ist nicht ganz klar. Es wird für möglich gehalten, dass sich der Name von der Form des Flurstücks ableitet. Denkbar ist jedoch auch eine Herleitung vom alten Begriff same oder sammeling im Sinne von Gesamtheit oder Versammlung. Das Gelände könnte danach als gemeine Wiese genutzt worden sein, die von den Dorfbewohnern gemeinsam genutzt wurde.